# Ende Gelände

Logo Ende Gelände, bestehend aus dem umgekehrten Schlägel und Eisen

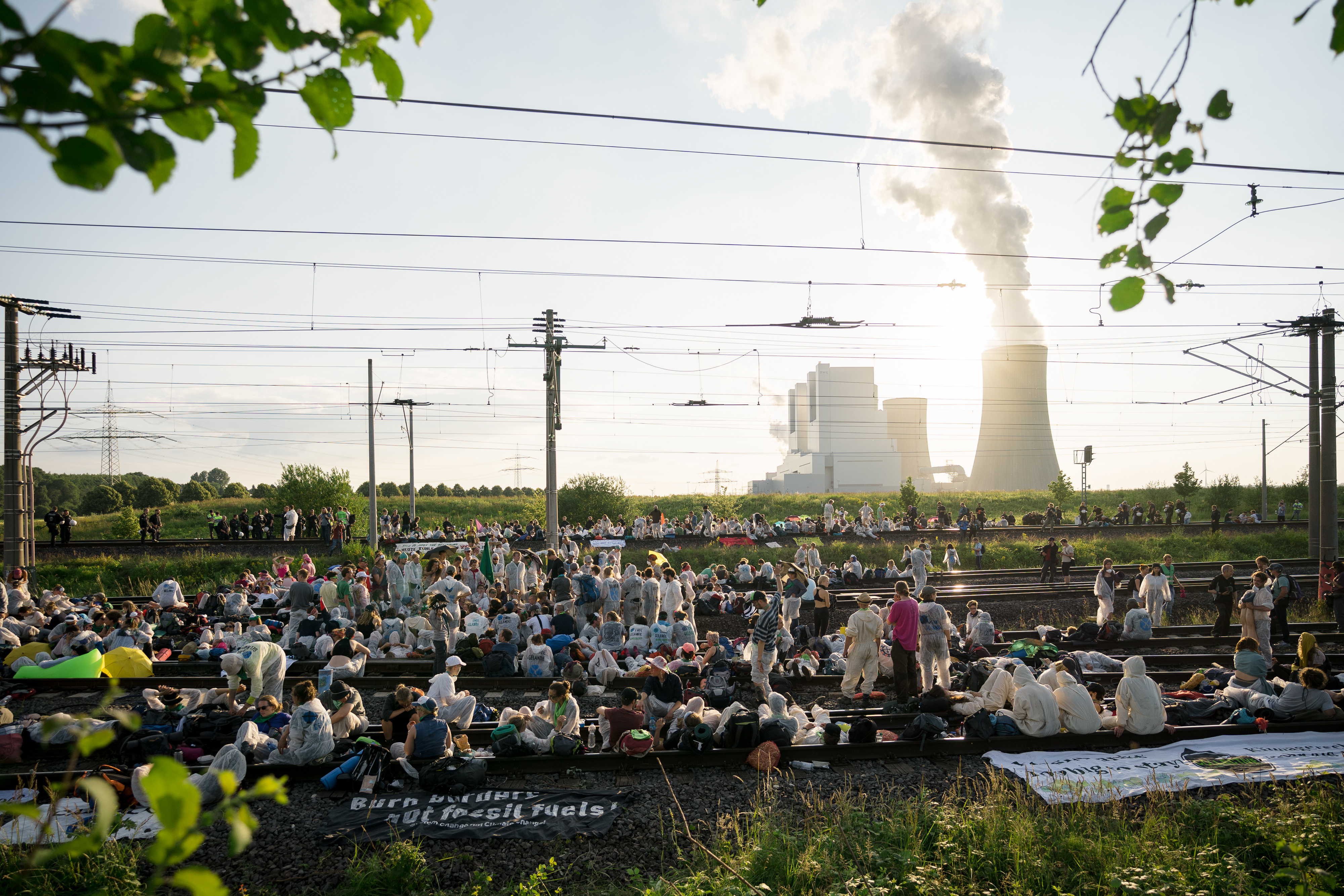
Ende-Gelände-Protest beim Braunkohlekraftwerk Neurath, 2019

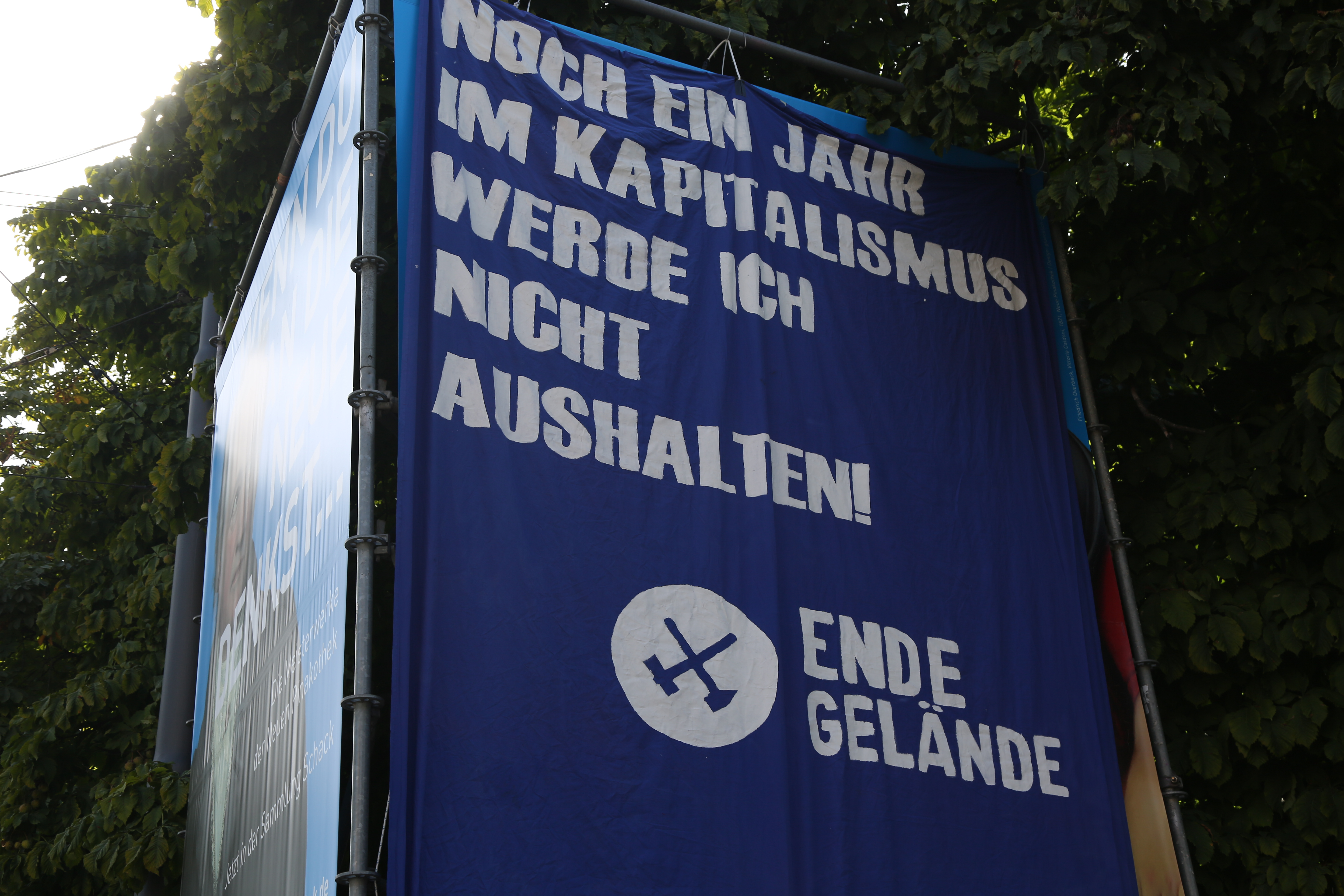
Großtransparent in München, September 2019

Ende Gelände ist eine Bewegung des zivilen Ungehorsams, die seit 2015 Massenaktionen in deutschen Braunkohlerevieren organisiert, um das Bewusstsein für Klimagerechtigkeit zu stärken. Das Bundesamt für Verfassungsschutz stuft die Bewegung seit 2024 als linksextremistischen Verdachtsfall ein.

## Forderungen und Ziele
Ende Gelände sieht sich selbst als Teil der Bewegung für Klimagerechtigkeit und „für den globalen Erhalt der Umwelt und für gelebte Solidarität mit unseren Mitmenschen weltweit, insbesondere denen, die schon heute von der Klimakrise bedroht sind.“ Die Bewegung fordert einen sofortigen Kohleausstieg sowie einen „tiefgreifenden, sozial-ökologischen Wandel“ durch eine „Abkehr vom fossilen Kapitalismus“ („System Change not Climate Change“, „Systemwandel statt Klimawandel“). Darin eingeschlossen ist die Forderung nach dem Erhalt der vom Braunkohletagebau bedrohten Dörfer. Nach Einschätzung des Berliner Verfassungsschutzes geriere sich die Berliner Ortsgruppe von Ende Gelände in ihrer Außendarstellung als Klimaschutz-Akteur, verschleiere aber, dass ihre tatsächlichen Ziele weit darüber hinausgingen. Laut der Philosophin Eva von Redecker ist für das Aktionsbündnis Ende Gelände kennzeichnend, dass es „in direkten Aktionen zivilen Ungehorsams Umweltfragen mit Kapitalismuskritik“ verbinde.

## Vorgehensweise und Aktionsform
Die Kampagne hat Stand Juli 2019 nach eigenen Angaben in Deutschland 59 lokale Gruppierungen, die u. a. bei der Mobilisierung für die Massenaktionen unterstützen, aber auch eigene kleinere Aktionen planen. Zusätzlich gibt es einzelne Gruppen in Belgien, Tschechien, Frankreich, Italien, Österreich, Schweden, den Niederlanden und der Schweiz. Als Sprecherinnen von Ende Gelände treten u. a. Nike Mahlhaus und Sina Reisch in Erscheinung.
Als Aktionsform nutzt Ende Gelände laut eigener Darstellung „angekündigte Massenblockaden zivilen Ungehorsams“ als „symbolischen und bewussten Verstoß gegen rechtliche Normen“ mit dem Ziel der „direkten Verhinderung einer Unrechtssituation“. Grundlage für die Aktionen bilde ein Aktionskonsens, der festlegt, dass keine Gewalt von den Teilnehmenden ausgehen dürfe.
Auf Bündnistreffen komme die Bewegung regelmäßig in unterschiedlichen Städten zusammen; die Arbeit sei in mehreren Arbeitsgruppen (AG) organisiert: Aktions-AG, Aktionslogistik-AG, Anti-Repressions-AG, Homepage-Redaktion, Camp-AG, AG Internationales, Sani-AG, Mobilisierungs-AG, Finanz-AG, Moderations-AG, Prozess-AG, Polizeikontakt-AG, Presse-AG, Kleingruppe „gegen Rechts“. Laut Berliner Verfassungsschutz werden Gewaltanwendungen von dem Bündnis „zumindest billigend in Kauf genommen“ und „Angriffe auf Polizisten positiv bewertet“. Ende Gelände hat dem widersprochen.
Das Bündnis sieht sich getragen „von Menschen aus den Anti-Atom- und Anti-Kohle-Bewegungen, aus den Vorbereitungsgruppen der Klimacamps in Rheinland und Lausitz, von der Waldbesetzung im Hambacher Forst, aus klimapolitischen Graswurzelinitiativen und Bürgerinitiativen, aber auch größeren Umweltorganisationen, aus linken Politgruppen und anderen“. Die linksextreme Organisation Interventionistische Linke war nach Ermittlungen des Verfassungsschutzes „maßgeblich an der Organisation und Mobilisierung zu den Aktionstagen beteiligt“ und erwies „sich als zuverlässiger und aktiver Partner“ im Bündnis. Nach Angaben des Verfassungsschutzes „wertete auch die IL die Protestaktion als großen Erfolg und sieht Anknüpfungspunkte für weitere Aktionen“.

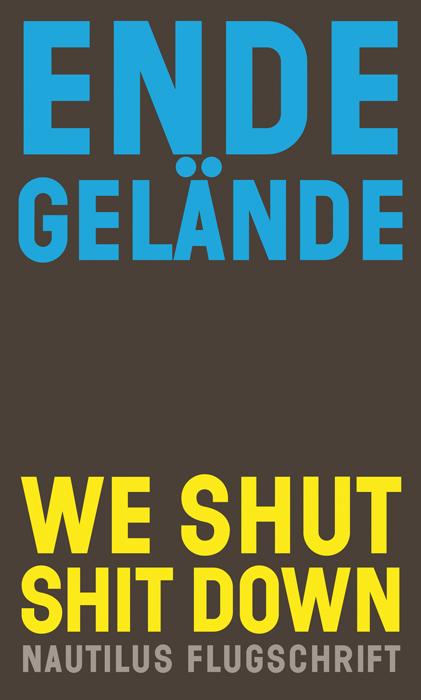
Buch We shut shit down von 2022

Das Bündnis nutzt neben der Herausgabe von konventionellen Pressemitteilungen zur Kommunikation eine Vielzahl von Kanälen für die externe Kommunikation. Im Frühjahr 2022 erschien im Nautilus Verlag das Buch WE SHUT SHIT DOWN (Eigenschreibweise), das von einigen Aktivisten des Bündnisses geschrieben wurde und Ursprung, Entstehung, Prinzipien und Selbstverständnis des Bündnisses beschreibt.
Nach eigenen Angaben finanziert sich die Arbeit des Bündnisses zu 100 Prozent aus Spenden. Neben Geld würden auch oft Materialien, Essen, Kleidung, Decken und andere Dinge gespendet. Die Arbeit im Bündnis, das nicht als Verein eingetragen ist, geschieht ehrenamtlich, Honorare oder Lohnausgleiche werden nicht gezahlt. Ausgaben entstehen vor allem durch die Beschaffung von Demonstrationsmaterialien, Betrieb der Camp-Infrastruktur inklusive Verpflegung, Reisekosten und für Nutzung digitaler Infrastruktur. Ende Gelände entschädigt mit den erhaltenen Spenden auch Landwirte, deren Flächen durch Teilnehmer der Aktionen beschädigt wurden, z. B. während der Aktionen im Frühsommer 2019 mit Beträgen etwa „zwischen mehreren hundert und mehreren tausend Euro pro Feld“.

## Aktionen (seit 2015)
- Ende Gelände 2015 – August im Braunkohletagebau Garzweiler, ca. 1.600 Teilnehmer
- Ende Gelände 2016 – Mai im Lausitzer Braunkohlerevier, ca. 4.000 Teilnehmer
- Ende Gelände 2017 – August im Rheinischen Braunkohlerevier und November anlässlich der UN-Klimakonferenz in Bonn, ca. 2.500 bzw. 3.000 Teilnehmer
- Ende Gelände 2018 – Oktober um die Tagebaue Hambach und Inden, ca. 5.000 Teilnehmer
- Ende Gelände 2019 – Juni im Rheinischen Braunkohlerevier, ca. 5.500 Teilnehmer und im November im Lausitzer Braunkohlerevier, ca. 4.000 Teilnehmer
- Ende Gelände 2020 – September im Rheinischen Braunkohlerevier, wegen der COVID-19-Pandemie vom Veranstalter auf 3.200 Teilnehmer beschränkt
- Seit Oktober 2022 mobilisierte Ende Gelände gegen die Räumung des Dorfes Lützerath (Garzweiler II) zusammen mit dem Bündnis „Lützerath unräumbar“, u. a. mit Alle Dörfer bleiben, Extinction Rebellion, Fridays for Future, Interventionistische Linke.[16] Im Januar 2023 blockierten die Aktivisten die Räumarbeiten der Polizei über mehrere Tage. An weiteren Aktionstagen rund um die Räumung gab es neben einer Massendemonstration mit mehreren zehntausend Menschen auch Blockadeaktionen im rheinischen Braunkohlerevier.[17]
- Am 12. Januar 2023 besetzten Aktivisten von Ende Gelände die Kreisgeschäftsstelle von Bündnis 90/Die Grünen in Flensburg. Mit der Aktion sollte auf die Räumung des Dorfes Lützerath aufmerksam gemacht werden. Die Besetzung wurde noch am gleichen Tag wieder beendet.[18]

Alle Teilnehmerzahlen laut eigenen Angaben des Veranstalters.

## Einstufung durch den Verfassungsschutz und Kritik

### Einstufung durch den Verfassungsschutz Berlin 2020
Der Berliner Verfassungsschutz verortet die 30 Mitglieder zählende Berliner Ortsgruppe des Bündnisses in seinem Jahresbericht 2019 im linksextremistischen Spektrum. Die linksextremistische Interventionistische Linke bezeichne sich selbst als wesentlichen Bestandteil von Ende Gelände.
Linksextremistische Akteure von Ende Gelände brandmarken laut Berliner Verfassungsschutz eine vermeintliche Tatenlosigkeit von Verantwortlichen in Politik und Wirtschaft in Bezug auf die Klimaerwärmung. Sie würden dabei Frustrationserfahrungen von jungen Menschen nutzen, um eigene weitergehende Forderungen anzubringen und „die Klimakrise zu einer Krise des politischen Systems zuzuspitzen“.
Gegen mehrere Personen aus den Reihen des Bündnisses wurde 2019 nach der Blockade des Tagebaus Garzweiler Ermittlungsverfahren u. a. wegen Hausfriedensbruchs, Gefangenenbefreiung und Widerstands gegen Vollstreckungsbeamte eingeleitet. Zahlreiche Aktivisten der Gruppierung wurden wegen Widerstandes gegen Vollstreckungsbeamte zu Haftstrafen verurteilt. Der nordrhein-westfälische Innenminister Herbert Reul übte in diesem Zusammenhang Kritik an den „gewalttätigen Aktionen aus den Reihen von ‚Ende Gelände‘“.
Die Einordnung als linksextremistisch stieß in der rot-rot-grünen Regierungskoalition in Berlin auf Kritik und mündete in der Forderung von Linkspartei und Grünen in Berlin nach Auflösung des Berliner Verfassungsschutzes. Diese Forderung wird von den Bundesverbänden der Parteijugendorganisationen Grünen Jugend, der Linksjugend solid und den Jusos unterstützt.

### Einstufung durch das Bundesamt für Verfassungsschutz 2024
Der bundesdeutsche Verfassungsschutz beobachtet Ende Gelände seit 2024 als linksextremistischen Verdachtsfall. Er sieht eine Instrumentalisierung durch linksextreme Gruppierungen wie die Interventionistische Linke, Ende Gelände habe aber „sowohl auf struktureller als auch auf strategischer und ideologischer Ebene den unmittelbaren Einflussbereich der IL verlassen“. Der Verfassungsschutz hebt besonders die Veröffentlichungen We shut shit down und Überall Polizei, Nirgendwo Sicherheit – Kritik der Polizei hervor, in denen Ende Gelände die Überwindung der „kapitalistischen Gesellschaftsordnung“ und die Abschaffung von Polizei, wie anderen „Exekutivorgane[n] (‚Behörden‘) und [...] [der] Judikative (‚Gerichte‘)“ fordere. Er leitet daraus eine Einstufung als „linksextremistisch beeinflusst“ ab. Die Interventionistische Linke bekennt sich offen zur Mitarbeit an Ende Gelände. Das Aktionsbündnis selbst sieht sowohl darin als auch in der Forderung nach Überwindung des Kapitalismus keinen Bruch der Verfassung.
Gegen die Einstufung als Verdachtsfall äußerten sich unter anderem die Gesellschaft für Freiheitsrechte (GFF), das Komitee für Grundrechte und Demokratie, das Südwind-Institut, BUND und BUNDjugend, Green Planet Energy, die Jusos, und die designierte linke Europaabgeordnete Carola Rackete. Zu den mehr als 100 Erstunzeichnenden einer entsprechenden Petition zur Rücknahme der Einstufung gehörten darüber hinaus unter anderem 350.org, Alle Dörfer bleiben, Attac Deutschland, Contraste, Extinction Rebellion, Fridays for Future, die Klimaliste Berlin, Labournet Germany, Letzte Generation, Die Linke.SDS, Linksjugend.Solid, Powershift, Scientist Rebellion, Seebrücke, der Solarenergie-Förderverein Deutschland (SFV), das Umweltinstitut München, der Vereinigung der Verfolgten des Naziregimes (VVN-BdA) und die Professur Globale Klimapolitik der Universität Hamburg.
Die Einstufung wurde auch als rechtswidrig kritisiert. Dies wird damit begründet, dass die freiheitliche demokratische Grundordnung, entgegen der Rechtsprechung des Bundesverfassungsgericht zum Beispiel im NPD-Verbotsverfahren, durch das Bundesverfassungsschutzgesetz zu weit ausgelegt werde und folglich die radikalen Ansichten von Ende Gelände fälschlicherweise als Streben gegen die freiheitliche demokratische Grundordnung ausgelegt würden. Dabei wird auch betont, dass die Aktionsformen von Ende Gelände gewaltfrei seien.

## Sonstiges
Tadzio Müller, Mitbegründer von Ende Gelände, warnte 2021 im Spiegel vor einer Hinwendung zur Militanz, wenn die Klimaproteste ohne Wirkung blieben. Wer den Klimaschutz verhindere, schaffe „die grüne RAF“.

## Bekannte Pressesprecherinnen
- 2018–2020: Kathrin Henneberger
- 2019–2022: Sina Reisch
- seit 2019: Nike Mahlhaus
- Dorothee Häußermann

## Veröffentlichungen
- Ende Gelände (Hrsg.): We shut shit down, Edition Nautilus, Hamburg 2022, ISBN 978-3-96054-292-6.